# خواجة سعد الدين أفندي
سعد الدين أفندي أو خوجه سعد الدين (بالتركية العثمانية: خواجه سعد الدین افندی)‏ (1536م أو 1537م - 2 أكتوبر 1599م) كان باحثا ومسؤولًا ومؤرخًا عثمانيًا، وكان مدرسًا للسلطان العثماني مراد الثالث (عندما كان مراد أميرًا). لقب بلقب «خواجه أفندي» ولقب جامع الرياستين "Câmi'-ür Riyâseteyn"، وأظهر بصفته شيخ الإسلام موهبة كبيرة في كتابة الفتاوى.

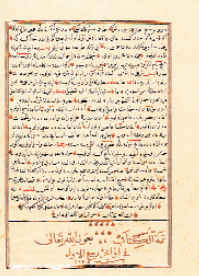
الصفحة الأخيرة من كتاب "تاج التواريخ" لسعد الدين أفندي.

عندما أصبح مراد سلطانًا، أصبح سعد الدين مستشارًا له. فيما بعد لم يحظ بقبول، ولكن تم تعيينه شيخ الإسلام كمرجعية عليا في قضايا الإسلام.
سعد الدين هو مؤلف كتاب "تاج التواريخ" (بالتركية: Tâcü't-Tevârih)‏، عن تاريخ الدولة العثمانية.
كان لديه خمسة أبناء على الأقل: محمد أفندي (1568م-1615م)، إسعاد أفندي (1570م-1625م)، مسعود أفندي (توفي 1597م)، عبد العزيز أفندي (1575م-1618م)، وصالح أفندي.

## حياته
وُلِد في إسطنبول عام 1536م أو 1537م، وهو ابن "حسن جان چلبي" صهر السلطان سليم الأول، وتلقى تعليماً جيداً ودخل الطبقة العلمية وعمل مدرساً في الفترة ما بين 1556م و1573م. ساعده تعيينه معلماً للأمير مراد (السلطان مراد الثالث لاحقا) في مانيسا على الارتقاء سريعاً في السنوات التالية. وفي عام 1574م، ومع اعتلاء السلطان مراد الثالث للعرش، أصبح مؤثراً في شؤون الدولة بصفته "معلم السلطان" (حاجى سلطاني). وحافظ على هذا اللقب في عهد السلطان محمد الثالث الذي اعتلى العرش فيما بعد، ولعب دوراً نشطاً في السياسة الداخلية والخارجية بفضل تأثيره على السلطان. 
وفي عام 1596م، أثناء معركة هاتشوفا (بالتركية: Haçova Muharebesi)‏، لعب دوراً مهماً وفعالاً في الانتصار بإقناع السلطان بعدم مغادرة ساحة المعركة. كما حرص على تعيين جآلأوغلو يوسف سنان باشا، الذي كان لعب دورا هاما في معركة هاتشوفا، وزيرًا أعظم. إلا أنه لم يحظَ بالتأييد بسبب نفوذ السلطانة صفية سلطان التي كانت تفضل الوزير الأعظم السابق إبراهيم باشا. وقد نجا بالكاد من الإرسال إلى المنفى وسُمح له بالبقاء في إسطنبول بشرط عدم التدخل في شؤون الدولة. 
خلال هذه الفترة، في عام 1598م، وعند وفاة شيخ الإسلام بستان زاده محمد أفندي، عُيِّن شيخ الإسلام رغم معارضته. وفي عام 1598م، قام السلطان بعزل الوزير الأعظم هادم حسن باشا الذي عارض تعيينه شيخ الإسلام من منصبه عام 1598م، وأمر بإعدامه. وبعد ذلك، كان له تأثير على جراح محمد باشا وداماد إبراهيم باشا، اللذين عُيِّنا في منصب الصدر الأعظم على التوالي، وكان يتدخل أحيانًا في شؤون الدولة.